# Disney Club Vacances

Disney Club Vacances était un magazine bimestriel français de bande dessinée destiné à la jeunesse lancé le 21 août 1991 et dont 20 numéros furent publiés. Il était édité par Disney Hachette Presse, filiale commune de Hachette Filipacchi Médias et de la Walt Disney Company.

## Le concept
Le magazine portait le nom du Disney Club, émission télévisée pour la jeunesse diffusée le dimanche matin et le mercredi matin entre 1990 et 2000, dont il reprenait, sous forme papier, le principe.
Le premier numéro de ce magazine est sorti le 21 aout 1991. Le magazine rassemblait des jeux, des informations ludiques et des bandes dessinées de personnages  des séries passées à l’époque dans le Disney Club :
- La Bande à Picsou
- Tic et Tac, les rangers du risque
- Super Baloo
- Myster Mask
- La Bande à Dingo
- Bonkers
- Aladdin

Durant toute son existence, d'aout 1991 à décembre 1995, le magazine fut vendu pour ses 20 numéros au prix de 25FF, d'où son coût réel à la vente baissa du fait de l'inflation pour passer, en utilisant les coefficients de transformation du franc pour les cinq années en euro de 2010, d'un coût d'achat de 5,186 25 € en aout 1991 à un coût d'achat de 4,798 5 € en décembre 1995.

## Le format

### Dates de sorties et aspect
Le tableau suivant concentre les informations sur les dates et le format des numéros.
| Numéro | Mois de sortie | Année | Nombre de pages | Version   | Dimension    | Personnages en couverture  | Numéro spécial                     | Cadeau | Sujet du cadeau | Supplément | Thème du cadeau                      |
| ------ | -------------- | ----- | --------------- | --------- | ------------ | -------------------------- | ---------------------------------- | ------ | --------------- | ---------- | ------------------------------------ |
| 1      | 21 aout        | 1991  | 68 pages        | Version 1 | 29,5x20,5 cm | Les Rangers du Risque      | Non                                | Pin's  | Tic et Tac      | Oui        | Poster Des rangers du risque         |
| 2      | 16 octobre     | 1991  | 68 pages        | Version 1 | 29,5x20,5 cm | Super Baloo                | Non                                | Pin's  | Baloo           | Oui        | Poster de Super Baloo                |
| 3      | 18 décembre    | 1991  | 72 pages        | Version 1 | 29,5x20,5 cm | La Bande à Picsou          | Non                                | Pin's  | Picsou          | Oui        | Poster de La Bande à Picsou          |
| 4      | 19 février     | 1992  | 72 pages        | Version 1 | 29,5x20,5 cm | Nicolas, Julie et Philippe | Non                                | Pin's  | Flagada Jones   | Oui        | Poster de Donald                     |
| 5      | 15 avril       | 1992  | 72 pages        | Version 1 | 29,5x20,5 cm | La Bande à Picsou          | Non                                | Pin's  | Louie           | Oui        | Poster de Mickey et EuroDisney       |
| 6      | 22 juillet     | 1992  | 72 pages        | Version 1 | 29,5x20,5 cm | Super Baloo                | Spécial Pirates                    | Pin's  | Don Karnage     | Oui        | Poster de Peter Pan                  |
| 7      | 21 octobre     | 1992  | 72 pages        | Version 1 | 29,5x20,5 cm | Myster Mask                | Spécial Agents Secrets             | Pin's  | Myster Mask     | Oui        | Poster de Myster Mask                |
| 8      | 16 décembre    | 1992  | 72 pages        | Version 1 | 29,5x20,5 cm | Flagada Jones              | Spécial Machines Volantes          | Pin's  | Kit             | Oui        | 8 pages sur les avions               |
| 9      | 10 février     | 1993  | 72 pages        | Version 1 | 29,5x20,5 cm | Géo Trouvetou              | Spécial Inventeurs et Savants Fous | Pin's  | Mégavolt        | Non        | Aucun                                |
| 10     | 7 avril        | 1993  | 72 pages        | Version 1 | 29,5x20,5 cm | Myster Mask                | Spécial Monstres                   | Pin's  | Shere Khan      | Oui        | 8 pages détachables sur les Monstres |
| 11     | 21 juillet     | 1993  | 72 pages        | Version 1 | 29,5x20,5 cm | Super Baloo                | Non                                | Zin's  | Picsou          | Non        | Aucun                                |
| 12     | 20 octobre     | 1993  | 84 pages        | Version 1 | 29,5x20,5 cm | La Bande à Dingo           | Non                                | Zin's  | Dingo           | Non        | Aucun                                |
| 13     | 15 décembre    | 1993  | 84 pages        | Version 1 | 29,5x20,5 cm | Super Baloo                | Non                                | Zin's  | Baloo           | Non        | Aucun                                |
| 14     | 8 avril        | 1994  | 84 pages        | Version 1 | 29,5x20,5 cm | La Bande à Picsou          | Non                                | Zin's  | Myster Mask     | Non        | Aucun                                |
| 15     | Juillet        | 1994  | 84 pages        | Version 1 | 29,5x20,5 cm | Myster Mask                | Non                                | Zin's  | Mickey Mouse    | Non        | Aucun                                |
| 16     | 14 décembre    | 1994  | 100 pages       | Version 2 | 25.4x17.8 cm | Bonkers                    | Non                                | Zin's  | Donald Duck     | Non        | Aucun                                |
| 17     | 15 février     | 1995  | 100 pages       | Version 2 | 25.4x17.8 cm | Myster Mask                | Non                                | Zin's  | Simba           | Non        | Aucun                                |
| 18     | 19 avril       | 1995  | 100 pages       | Version 2 | 25.4x17.8 cm | Aladdin                    | Non                                | Zin's  | Le Génie        | Non        | Aucun                                |
| 19     | Juillet        | 1995  | 100 pages       | Version 2 | 25.4x17.8 cm | La Bande à Picsou          | Non                                | Zin's  | Bonkers         | Non        | Aucun                                |
| 20     | 20 décembre    | 1995  | 100 pages       | Version 2 | 25.4x17.8 cm | La Bande à Picsou          | Non                                | Zin's  | Pluto           | Non        | Aucun                                |

### Le contenu
Même si le format a évolué au fil des numéros, le magazine regroupait certaines caractéristiques dont un édito, un ou deux reportages et des tests avec leurs solutions. Le tableau suivant liste l'ensemble des caractéristiques du contenu des 20 numéros du Disney Club Vacances.
| Numéro | Édito | Nombre de BD | Coup de projo                                                                        | Test                                          | Jeux |
| ------ | ----- | ------------ | ------------------------------------------------------------------------------------ | --------------------------------------------- | ---- |
| 1      | oui   | 2            | Tout sur les Rangers                                                                 | Es-tu un vrai fan des Rangers?                | Non  |
| 2      | oui   | 3            | Tout sur Super Baloo Julie, Philippe et Nicolas: Un club et trois copains            | Non                                           | Non  |
| 3      | oui   | 3            | Des magiciens en gants blancs                                                        | Vous avez dit Picsou?                         | Oui  |
| 4      | oui   | 4            | Dessine-moi une B.D.!                                                                | Es-tu un vrai pin'somanianque?                | Oui  |
| 5      | oui   | 3            | Samouraï et Ninjas                                                                   | As-tu l'âme d'un animateur de télé?           | Oui  |
| 6      | non   | 3            | Les Pirates attaquent                                                                | Es-tu audacieux?                              | Oui  |
| 7      | non   | 3            | Des agents très secrets                                                              | Ferais-tu un bon agent secret?                | Oui  |
| 8      | non   | 4            | A l'assaut du ciel?                                                                  | Ferais-tu un bon pilote?                      | Oui  |
| 9      | non   | 4            | Profession inventeur                                                                 | Qui? Quoi? Quand? As-tu l'âme d'un inventeur? | Oui  |
| 10     | non   | 4            | Tu seras un gnome A la rencontre des monstres                                        | Es-tu impressionnable?                        | Oui  |
| 11     | non   | 4            | Les nouveaux travailleurs de la mer La conquête sous-marine 10 self-defenses         | Connais-tu bien la planète océan?             | Oui  |
| 12     | non   | 5            | Okaaay! C'est dingo!                                                                 | Es-tu un original?                            | Oui  |
| 13     | non   | 6            | Les casse-cou Attention les yeux! Profession casse-cou Les risque-tout de la science | Aimes-tu prendre des risques?                 | Oui  |
| 14     | non   | 4            | Le bricolo rigolo: ton pantin à tout faire                                           | Les sports d'hiver, tu connais?               | Oui  |
| 15     | non   | 4            | Non                                                                                  | Es-tu fan de l’Été?                           | Oui  |
| 16     | non   | 8            | Non                                                                                  | Es-tu une lumière du cinéma?                  | Oui  |
| 17     | non   | 5            | Non                                                                                  | Es-tu joueur?                                 | Oui  |
| 18     | non   | 5            | Non                                                                                  | Que sais-tu du dessin animé Aladdin?          | Oui  |
| 19     | non   | 4            | Non                                                                                  | Tu t'y connais en aventures?                  | Oui  |
| 20     | non   | 8            | Non                                                                                  |                                               | Oui  |

## Les 20 numéros

### Disney Club Vacancesno1
Ce numéro fut publié en France le 21 aout 1991, c'est-à-dire à la fin des vacances d’Été de l'année 1991, et deux semaines avant la rentrée des classes. Le magazine était vendu dans trois pays (la France, la Belgique et la Suisse) avec les tarifs suivants :
- 25FF en France (soit 5,19 € en 2010)
- 7,50FS en Suisse,
- 180FB en Belgique.

#### L’Édito: Bienvenue au club!
En page 1 du magazine se trouvait l'édito, et celui du Disney Club Vacances no 1, était également accompagnée sur la partie supérieure droite de la page du Sommaire du magazine et sur la partie inférieure droite d'un encart. Le tableau suivant rassemble les annonces pour le lancement des diverses composantes de l'émission:

| Objet  | Texte |
| ------ | --- |
| Édito  | « Bienvenue au club! Aventure, action, accélération, les trois "A" magiques, ceux qui font battre le cœur et circuler l'adrénaline dans les muscles, sont au rendez-vous du DISNEY CLUB VACANCES, le journal qui aère la tête et chahute l'estomac comme les montagnes russes! Toi qui ne manques pas une bouchée du Disney Club à la télé, tu vas pouvoir retrouver tes héros favoris et collectionner leur pin's "ex-clu-sifs"! Tic et Tac, les RANGERS DU RISQUE, débarquent en force dans ce premier numéro, avec des aventures à couper le souffle. La prochaine fois, ce sera le tour de la fracassante BANDE A PICSOU, puis l'arrivée explosive de la toute nouvelle série télé Disney: SUPER BALOO (mais, chut, n'allumons pas la mèche trop vite!). Chaque fois, ton DISNEY CLUB VACANCES t'offrira le plein de BD, un poster double page, un super dossier sur tous les secrets de tes héros et, n'oublie pas, un pin's "ex-clu-sif" à leur image. Et maintenant, épingle ton premier pin's et branche-toi sur l'aventure. Bienvenue au DISNEY CLUB VACANCES, ton nouveau magazine! » — Dans le Disney Club Vacances n°1 du 21 aout 1991, page 3 |
| Encart | « Quel pin's te pique? Pin's, en anglais, c'est l'épingle mais tous les collectionneurs le savent, un pin's digne de ce nom se fixe comme une punaise et tient grâce à une attache-papillon (ou tack). Publicitaires ou décoratifs, gratuits ou ruineux, précieux ou ordinaires, les drôles de petites broches émaillées ont envahi notre vie depuis le milieu des années 80. Réalisés en cuivre, en fer ou en... zamac, décorés de résine époxy ou d'émail à chaud, les pin's adoptent toutes les formes et se payent toutes les audaces. On a même vu un pin's du Journal Le Figaro réalise en or et pierre précieuses! Follement collectionnées, les pin's font maintenant l'objet d'une côte très sérieuse. L'un des plus recherchés est celui édité pour le numéro 2000 du Journal de Mickey. N'en doutes pas, le pin's des Rangers sera bientôt un classique. C'est déjà un "must"! » — Dans le Disney Club Vacances n°1 du 21 aout 1991, page 3 |

#### Coup de projo du DCVno1
Le reportage était composé de quatre parties :
1. Une introduction
2. Une interview de Tic et Tac
3. Un poster de l'équipe des Rangers du risque
4. Une présentation des personnages

L'introduction se trouvait à la page 31 du magazine et était la suivante:

« Pas de panique! "Ils" arrivent! Les Rangers du Risque, véritables pourfendeurs de méchants et défenseurs du droit, viennent à notre secours. Ouf! Le monde peut souffler. Ces géants de l'aventure, hauts comme un doigt, ne vont pas hésiter à mettre leur vie en péril pour faire face aux escrocs de tous poils. Tic et Tac, Jack le costaud, Gadget et Ruzor: cinq héros désormais entrés dans la légende. Tout, tout, tout... tu sauras tout sur les Rangers du Risque! »

— Dans le Disney Club Vacances n°1 du 21 aout 1991, page 31
L'interview, logiquement fictive, se trouvait aux pages 32 et 33 du magazine et s'intitulait Rencontre avec deux super détectives. Elle était composée d'une introduction et de 12 binômes questions-réponses, le tour décoré de 4 images de Tic et Tac (2 images d'illustration de la série les Rangers du risque, une image de Tic chevauchant Tac dans le Le Dragon mécanique et l'illustration FC JM 1503 utilisée pour la couverture du Journal de Mickey no 1503 du 19 avril 1981). La dernière illustration était utilisée pour décorer l'encart, intitulé 50 ans d'espièglerie!.

L'introduction de l'interview se trouvait à la page 32 du magazine et était la suivante:

« Pas facile d'interviewer Tic et Tac! Pourtant, entre deux missions, ils nous ont accordé quelques minutes pour répondre à nos questions! »

— Dans le Disney Club Vacances n°1 du 21 aout 1991, page 32
La présentation des personnages se trouvait aux pages 36 et 37 du magazine et s'intitulait Une sacrée galerie de personnages!. L'article se composait d'une introduction et de 5 blocs de personnages. Une grande illustration (une pseudo séance d'identification des personnages: Tic, Tac Jack le Costaud, Gadget, Ruzor, Catox, Mole, Ward, Snout et Mepps) et une petite du Docteur Nimnul illustre l'article.

L'introduction de la présentation se trouvait à la page 36 du magazine et était la suivante:

« Tic et Tac n'opèrent jamais seuls. Dans les rangs des Rangers du Risque, on trouve aussi Jack le costaud, Gadget et Rusor. Une équipe de choc qui donne bien du fil à retordre à l'affreux Catox et à l'ignoble Docteur Nimnul »

— Dans le Disney Club Vacances n°1 du 21 aout 1991, page 36

#### Le Test: Es-tu un vrai Rangers?
Le test présenté à la page 38 du magazine, et intitulé Es-tu un vrai Rangers ? proposait au lecteur de répondre à 12 questions pour vérifier sa connaissance des personnages de la série Les Rangers du Risque. Il faisait suite au reportage figurant dans les pages précédentes et présentant en détail la Série. Le test se présentait de la manière suivante : une phrase d'introduction (« Les Rangers du Risque n'ont plus de secrets pour toi ? C'est ce que nous allons vérifier dans ce vrai ou faux ! ») et les douze questions.
1. Tac a le nez rouge ?
2. Tic a le blouson, le chapeau et le fouet d'Indiana Jones ?
3. Tac porte toujours des baskets à fleurs ?
4. Dale est le nom américain de Tac ?
5. Tic et Tac ont été la vedette d'un long-métrage d'animation ?
6. Tac a les dents qui dépassent ?
7. Jack le costaud a un léger accent américain ?
8. Jack adore se bagarrer contre les chats ?
9. Gadget est la fiancée de Tic ?
10. Gadget ne se sépare jamais d'un libre sur le bricolage ?
11. Ruzor a de grands yeux verts ?
12. Ruzor est le cousin d'Evinerude, la libellule de Bernard et Bianca ?

#### Les histoires du DCVno1
Ce numéro contenait deux histoires, centrées autour des personnages de la série Tic et Tac, les rangers du risque, diffusée à l'époque dans l'émission servant de source au magazine. Les deux histoires en questions reprennent les scénarios des épisodes no 14 à no 18 de la Série:
- L'Arrestation d'Hercule Poivron [1/5]
- Tic & Tac enquêtent [2/5]
- Fric Frac au Pôle Nord [3/5]
- Hercule Poivron s'évade [4/5]
- La Poursuite infernale [5/5]

| Titre                        | Code   | Auteurs                                            | Personnage |
| ---------------------------- | ------ | -------------------------------------------------- | --- |
| La première aventure         | KC0190 | Scott Saavedra, Horacio Saavedra et Rubén Torreiro | Tic, Tac, Ruzor, Jack le costaud, Catox, Wart, Mepps, Mole, Snout, Platon, Klordane, Inspecteur Turbin et Percy                         |
| Les Rangers contre-attaquent | KC0190 | Scott Saavedra, Horacio Saavedra et Rubén Torreiro | Tic, Tac, Ruzor, Gadget, Jack le costaud, Catox, Wart, Mepps, Mole, Snout, Platon, Klordane, Docteur Nimnul, Inspecteur Turbin et Percy |

### Disney Club Vacancesno2
Ce numéro fut publié en France le 16 octobre 1991, c'est-à-dire durant les vacances de la Toussaint de l'année 1991. Le magazine était vendu dans trois pays (la France, la Belgique et la Suisse) avec les tarifs suivants :
- 25FF en France (soit 5,19€ en 2010)
- 7,50FS en Suisse,
- 180FB en Belgique.

#### L’Édito: L'aventure plein gaz
En page 1 du magazine se trouvait l'édito, et celui du Disney Club Vacances no 2, était également accompagnée sur la partie supérieure droite de la page du Sommaire du magazine. Le tableau suivant rassemble les annonces pour le lancement des diverses composantes de l'émission:

| Objet | Texte |
| ----- | --- |
| Édito | « L'aventure plein gaz Quel plaisir! Voici le DISNEY CLUB VACANCES n°2 et voilà SUPER BALOO, le prince des pilotes, les roi des missions "plus impossible que ça, tu meurs", l'empereur du n'importe quoi volant sans visibilité et, au demeurant, le plus chic nounours qui ai jamais porté une casquette d'aviateur. En fan accompli de cette nouvelle série vedette du DISNEY CLUB télé, tu vas pouvoir aussi, cher lecteur, dévorer une aventure BD inédite de tes héros favoris et aussi, cher collectionneur, épingler à ton blouson de vol le pin's DISNEY CLUB VACANCES n°2 (un emblème dont le tirage est rappelons-le, stric-te-ment réservé à ton journal). Cette fois, Baloo le généreux a eu la bonne idée d'embarquer quelques passagers de marque. LA BANDE A PICSOU et LES RANGERS DU RISQUE font ainsi partie du voyage et (surprise!) JULIE, PHILIPPE et NICOLAS, les animateurs-copains du DISNEY CLUB télé se sont joints à l'équipage. Tu vas pouvoir (veinard) apprendre tous leurs petits secrets! Mais, trêve de bavardage, on n'attend plus que toi. Boucle ta ceinture, l'avion roule déjà sur la piste. Bon vol! » — Dans le Disney Club Vacances n°2 du 16 octobre 1991, page 3 |

#### Coup de projo du DCVno2
Le reportage était composé de cinq parties :
1. Une introduction
2. Une présentation des gentils
3. Un poster de l'équipe de Super Baloo
4. Une présentation des méchants
5. Une interview des présentateurs du Disney Club

L'introduction était la suivante:

« Après "Super Dingo" et ses cacahouètes super-vitaminées, "Superman" et ses supermuscles, "Super Jaimie" la femme superbionique, voilà que nous arrive dans son superavion le génialissime SUPER BALOO! Indiana Jones, Robin des Bois, Terminator et compagnie vont en être décoiffés! Si tu n'as pas le mal de l'air, tourne vite la page et découvre tous les personnages de la nouvelle série du Disney Club! Décollage immédiat! »

— Dans le Disney Club Vacances n°2 du 16 octobre 1991, page 31
La présentation des gentils s'intitulait Une super équipe!

La présentation des méchants s'intitulait Attention, bandits!

L'interview s'intitulait Un club et trois copains.

#### Les histoires du DCV n°2
Ce numéro contenait trois histoires, centrées autour des personnages des séries Super Baloo, Les Rangers du Risque et de La Bande à Picsou, diffusées à l'époque dans l'émission servant de source au magazine.
| Titre                   | Code   | Auteurs                                                                  | Personnage                                        |
| ----------------------- | ------ | ------------------------------------------------------------------------ | ------------------------------------------------- |
| Deux débiles à bord     | KJB003 | Bobbi J.G. Weiss, Oscar F. Saavedra, Jaime Diaz Studio et Rubén Torreiro | Baloo, Kit, Molly et Rebecca                      |
| Le trésor des Tuxucans  | D89079 | Paul Halas, Tom Anderson et Tino Santanach Hernandez                     | Flagada Jones, Oncle Picsou, Riri, Fifi et Loulou |
| Opération "Disparition" | S88221 | Tom Yakutis, Horacio Saavedra et Carlos Valenti                          | Gadget, Jack le Costaud, Ruzor, Tac et Tic        |

### Disney Club Vacances n°3
Ce numéro fut publié en France le 18 décembre 1991, c'est-à-dire au début des vacances de Noël de l'année 1991. Le magazine était vendu dans trois pays (la France, la Belgique et la Suisse) avec les tarifs suivants :
- 25FF en France (soit 5,19€ en 2010)
- 7,50FS en Suisse,
- 180FB en Belgique.

#### L’Édito: Magiquement vôtre!
En page 3 du magazine se trouvait l'édito, et celui du Disney Club Vacances no 2, était également accompagnée sur la partie supérieure droite de la page du Sommaire du magazine et sur la partie inférieure droite d'un encart. Le tableau suivant rassemble les annonces pour le lancement des diverses composantes de l'émission:

| Objet  | Texte |
| ------ | --- |
| Édito  | « Magiquement vôtre! La magie, c'est comme un courant, il faut que ça passe! avec Picsou et sa bande, pas de problème, le circule. Suspense haute tension, rire électrochoc, aventure "spécial frisson", tout est mis en œuvre pour que l'émotion joue du piano le long de ta colonne vertébrale. La magie ça marche quand on y croît très fort! Comme l'équipe du studio Disney France, qui a travaillé sur la Bande à Picsou et a réalisé "Le trésor de la lampe perdue", le super film sorti sur les écrans cet été. La magie, c'est un Disney Club en plus le mercredi, ce qui veut dire plus d'aventure, plus de rire, plus d'amis, plus de paillettes dans ta semaine. La magie, c'est le nouveau pin's ex-clu-sif qui accompagne ce numéro trois de Disney Club Vacances. Épingle-le sur ton T-shirt ou ton blouson et écoute ton cœur battre. Sens-tu ce courant qui passe? C'est ça, la magie! » — Dans le Disney Club Vacances n°3 du 18 décembre 1991, page 3 |
| Encart | « Deux fois plus Deux fois mieux Un Disney Club en plus, c'est un exploit pour l'équipe et un beau cadeau pour toi. Depuis octobre, Julie, Nicolas et Philippe te donnent donc aussi rendez-vous le mercredi matin à 7h30, avec la Bande à Picsou, plein de dessins animés, tout un tas de chouettes reportages et aussi un nouveau copain. Tu sais bien: "C'est mercredi, c'est Winnie!". » — Dans le Disney Club Vacances n°3 du 18 décembre 1991, page 3 |

#### Coup de projo: Des magiciens en gants blancs
Le reportage était composé de deux parties :
1. Un poster de la Bande à Picsou
2. Le Reportage-photo

Le reportage s'étalait sur deux pages (les pages 38 et 39 du Disney Club Vacances no 3) et s'intitulait Des Magiciens en gants blancs et traitait du travail des équipes réalisant les dessins animés au studio Disney Animation France à Montreuil. Le reportage était une construction de 7 photos (1 grande et 6 petites photos de la Walt Disney Company) avec 7 textes (1 introduction et six petits textes). L'enchaînement des 6 binômes photos-textes permettait la présentation des 6 étapes principales dans la réalisation d'un dessin animé.

Le teste de l'introduction du reportage-photo était combinée avec la grande photo d'illustration, représentant un dessinateur travaillant sur son dessin combiné à une incrustation des personnages de Picsou et de ces trois neveux en train de s'adresser au dessinateur, et était le suivant:

« Le dessin animé, c'est une sorte de miracle permanent.

Pour réaliser ce miracle, il faut tout le talent d'une équipe de magiciens.

A Montreuil-sous-Bois, près de Paris, nous avons rencontré l'une de ces équipes, celle du studio Disney Animation France où a été réalisé le film de la Bande à Picsou: "Le trésor de la lampe perdu". »

— Dans le Disney Club Vacances n°3 du 18 décembre 1991, page 38
Les 6 autres binômes photos-textes étaient créés de telle sorte que chaque texte décrivait la photo qui lui était associée :
1. Paul et Gaëtan Brizzi, qui dirigent le studio, te souhaitent la bienvenue. Derrière eux, tu peux apercevoir le "storyboard". C'est tout l'histoire du film ou de l'épisode télé dessiné scène par scène.
2. Avant d'animer les personnages, il faut prévoir leur taille et leurs déplacements dans le décor. Toutes ces données sont fixées d'une manière très précise lors d'une étape du travail appelée "layout".
3. Voici un des animateurs. Il vérifie le mouvement du personnage dont il a la charge en feuilletant très rapidement la liasse de papier sur laquelle il a dessiné toutes les phrases de ce mouvement.
4. Que de couleurs! Nous sommes dans l'atelier des décorateurs. Ils peignent des fonds qui seront glissés sous la feuille de celluloïd qui porte les personnages. Chaque scène nécessite autant de décors que de cadrages.
5. Ça y est! Les dessins de l'animateur ont été reportés sur une feuille de celluloïd transparente et coloriés à la main. À cette étape, attention aux traces de doigts! Tout le monde travaille en gants blancs.
6. Silence, on tourne! L'opérateur a posé cellulo et décor sous la caméra du banc-titre. Il prend une photo puis change le cellulo pour avoir une autre phase du mouvement et ainsi de suite... Quel travail!

#### Le Test: Vous avez dit Picsou?
Le test présenté aux pages 34 et 35 du magazine, et intitulé Test: Vous avez dit Picsou? proposait au lecteur de répondre à 30 questions pour vérifier sa connaissance des personnages de la série La Bande à Picsou. Il précédait le reportage-photo figurant dans les pages suivantes et présentant en détail la Série. Le test se présentait de la manière suivante: Une phrase d'introduction ("Tu adores la Bande à Picsou, tu ne manques pas un seul de ses épisodes, bref, tu es un vrai Picsou fan. Mais la connais-tu si bien que tu le prétends? Pour le savoir, fais ce maxi-test. Une façon amusante d'en apprendre encore plus sur tes héros favoris.") et les trente questions.
1. Quel est le prénom de Picsou?
  1. Crésus
  2. Balthazar
  3. Nabuchodonosor
2. Dans le feuilleton télé, quel est le nom de la ville où habite Picsou?
  1. Disneyville
  2. Donaldville
  3. Canardville
3. Pourquoi Miss Tick, la sorcière, s'attaque-t-elle à Picsou?
  1. Pour lui voler son argent
  2. Pour lui dérober son sou fétiche
  3. Pour lui jeter un sort
4. À la télé, de quelle couleur est la redingote de Picsou ?
  1. Bleue
  2. Noir
  3. Rouge
5. Par rapport à Riri, Fifi et Loulou, Zaza est-elle:
  1. Plus jeune
  2. Plus âgée
  3. Du même âge
6. Mamie Baba est:
  1. La secrétaire de Picsou
  2. La grand-mère de Zaza
  3. La grand-mère de Donald
7. Les ancêtres de Picsou étaient:
  1. Irlandais
  2. Français
  3. Écossais
8. Les vêtements de Riri sont de quelle couleur?
  1. Bleus
  2. Rouges
  3. Verts
9. Comment nomme-t-on les touffes qui ornent les côtés du visage de Picsou?
  1. Des pattes
  2. Un collier
  3. Des rouflaquettes
10. Le sous fétiche de Picsou est:
  1. Le premier sou qu'il a gagné
  2. Un sou offert par Gontran
  3. Une monnaie romaine très rare
11. Ce sou fétiche est rangé:
  1. Dans un coffre en acier
  2. Dans un écrin en cuir
  3. Sous un globe de verre
12. Dans les BD, l'inventeur Géo Trouvetou est souvent accompagné d'un petit robot à tête d'ampoule. Quel est son nom?
  1. Trouverien
  2. Néon
  3. Filament
13. Les verres que portent Picsou se nomment:
  1. Lunettes
  2. Lorgnons
  3. Face-à-main
14. La coiffure de Flagada Jones est:
  1. Un serre-tête en cuir
  2. Un casque en plastique
  3. Un casque en acier
15. Chez les Rapetous, le "Cerveau" de la Bande s'appelle:
  1. Pois chiche
  2. La Science
  3. La Gonflette
16. Quel est le nom américain de Picsou?
  1. Scrooge McDuck
  2. Rockerduck
  3. Flintheart Glomgold
17. Picsou a deux héritiers. L'un est Donald, quel est l'autre?
  1. Géo Trouvetou
  2. Daisy
  3. Gontran
18. Comment Picsou se délasse-t-il?
  1. En faisant du jogging
  2. En nageant dans son argent
  3. En jouant au golf
19. Dans les BD, Picsou a, en plus de Gripsou, un autre rival milliardaire. Quel est son nom?
  1. Chopsou
  2. Globsou
  3. Flairsou
20. Quel est le nom du domestique de Picsou?
  1. Nestor
  2. Arsène
  3. James
21. Le matricule des Rapetous est toujours combiné à partir des trois mêmes chiffres. Ce sont:
  1. Le 6, le 4 et le 2
  2. Le 4, le 2 et le 1
  3. Le 1, le 6 et le 7
22. Au pieds, Picsou porte des:
  1. Tongues
  2. Guêtres
  3. Sandales
23. Riri, Fifi et Loulou sont membres des:
  1. Scouts
  2. Renards rusés
  3. Castors juniors
24. Le coffre de Picsou se trouve sur:
  1. Une colline
  2. Une Île
  3. Une falaise
25. Quel est l'animal de compagnie de Miss Tick?
  1. Un chat noir
  2. Un corbeau
  3. Une chouette
26. Lorsqu'il s'adresse à Picsou, Géo Trouvetou dit:
  1. Oncle Picsou
  2. Monsieur Picsou
  3. Patron
27. Dans sa jeunesse, Picsou a été:
  1. Au Klondike
  2. En Inde
  3. En Australie
28. Le seul et unique amour de Picsou s'appelle:
  1. Loretta
  2. Doretta
  3. Gloria
29. Quel est le titre du Grand dessin animé de la Bande à Picsou réalisé pour le cinéma par le studio Disney France?
  1. La Bande à Picsou, Le Film
  2. À la recherche de la lampe perdue
  3. Le trésor de la lampe perdue
30. Miss Tick habite sur les flancs d'un volcan. Lequel est-ce?
  1. Le Vésuve
  2. L’Etna
  3. Le Stromboli

#### Les histoires du DCV n°3
Ce numéro contenait trois histoires, centrées autour des personnages des séries Super Baloo et de La Bande à Picsou, diffusées à l'époque dans l'émission servant de source au magazine.
| Titre                       | Code   | Auteurs                                                           | Personnage                                                                       |
| --------------------------- | ------ | ----------------------------------------------------------------- | -------------------------------------------------------------------------------- |
| Le secret du volcan         | D89149 | Philippe Le Bars, Tom Anderson et Xavier Vives Mateu              | Picsou, Géo Trouvetou, Riri, Fifi, Loulou et Flagada Jones                       |
| Les péripéties d'un poisson | S88056 | Frank Ridgeway                                                    | Castor Major, Flagada Jones, Mammy Baba, Oncle Picsou, Riri Fifi et Loulou, Zaza |
| Piège pour un aviateur      | KJB005 | Bobbi J.G. Weiss, Oscar F. Saavedra et Robert Bat, Rubén Torreiro | Baloo, Rebecca, Kit et Molly                                                     |

### Disney Club Vacances n°4
Ce numéro fut publié en France le 19 février 1992.
c'est-à-dire au début des vacances de février de l'année 1992. Le magazine était vendu dans trois pays (la France, la Belgique et la Suisse) avec les tarifs suivants :
- 25FF en France (soit 5,19€ en 2010)
- 7,50FS en Suisse,
- 180FB en Belgique.

#### L’Édito: Chasse aux trésors!
En page 3 du magazine se trouvait l'édito, et celui du Disney Club Vacances no 4, était également accompagnée sur la partie supérieure droite de la page du Sommaire du magazine.

| Objet | Texte |
| ----- | --- |
| Édito | « Chasse aux trésors! Pas besoin d'une carte pour retrouver son chemin dans le numéro 4 de Disney Club Vacances. La route y est toute tracée et l'on s'y reconnaît quelle que soit la page. Par exemple, tourne celle que tu es en train de lire et tu vas tomber sur une super BD de la Bande à Picsou. Magique, n'est-ce pas? Ne crois pourtant pas que tout est prévisible dans ton journal, ça non! Regarde le pin's de Flagada Jones; il inaugure une toute nouvelle série où se succéderont les plus fameux héros télé. Jette aussi un coup d’œil à la page 26; tu y trouveras un classique de la BD Disney qui sera bientôt suivi par d'autres perles rares. Quant aux jeux et aux quatre pages supplémentaires qui agrémentaient déjà le précédent numéro, ce sont des "plus" qui font définitivement partie d'un sommaire plutôt bien rempli. Ajoute à cela un poster vraiment sensationnel, un cours de bande dessinée drôlement rusé et un super test qui comblera les fanas de pin's, et tu conviendras que les trésors abondent dans ce numéro 4. Tiens, c'est bien simple, il suffit de se baisser pour les ramasser! » — Dans le Disney Club Vacances n°4 du 19 février 1992, page 3 |

#### Coup de projo: Dessine-moi une B.D.!
Le reportage était composé de deux parties :
1. Un poster de la Donald lisant le Disney Club Vacances no 4
2. Le Reportage-photo

Le reportage s'étalait sur trois pages (les pages 38, 39 et 40 du Disney Club Vacances no 4) et s'intitulait Dessine-moi une B.D.! et s'intéressait à la réalisation d'une bande dessinée.
Le reportage était une construction de 16 images-textes permettait la présentation des tous les conseils de bases des dessinateurs afin de réaliser intelligemment et efficacement une bande dessinée.

Le texte de l'introduction du reportage-photo était combinée avec une illustration moyenne, représentant Mickey dessinant une b.d. en noir et blanc et regardant surgir Donald de son encrier, et était le suivant :

« Lire de la BD, c'est super! En faire, c'est carrément magique!
 Tu veux toi aussi devenir l'enchanteur Merlin des petits Mickey qui font des bulles? Extra!

Pour réaliser ce miracle, il faut tout le talent d'une équipe de magiciens.

Donne-yoi seulement la peine de lire ces quelques conseils et tu progresseras à pas de géants! »

— Dans le Disney Club Vacances n°4 du 19 février 1992, pages 39
Les 16 binômes étaient regroupés dans trois paragraphes thématiques.

##### Voici quelques petits problèmes à éviter!
Cette partie donne six petits conseils, illustrés par des images, afin de ne pas commettre les erreurs récurrentes du métier de dessinateur. Les journalistes qui ont réalisé ce reportage ont précisé entre parenthèses que même les professionnels peuvent être amenés à commettre ces erreurs, avec la formation suivante : (Ne ris pas, certains dessinateurs professionnels s'y laissent prendre!).
1. Le dessinateur a commencé par dessiner les personnages parce que c'est le plus rigolo à faire.
2. Résultats: Plus de place pour le reste!
3. Là, il y a de la place pour les bulles, mais pas pour les pattes!
4. De pire en pire: Les personnages perdent la tête!
5. Mieux vaut éviter les ruses grossières...
6. Attention aux excès inverses!

##### Comment ne pas commettre ces gaffes?
Cette partie donne trois petits conseils, un bon truc et une règle d'or, illustrés par des images, afin de ne pas commettre les erreurs récurrentes du métier de dessinateur. Les trois petits conseils sont les suivants :
1. Commence par placer les bulles au crayon.
2. Dessine d'abord tes personnages sur une feuille de calque.
  1. Note: Attention aux traits qui se chevauche!
3. Quand tout est au point reporte ton dessin dans la case de ta B.D.!

Le bon truc est le suivant:

Un bon truc: Si tu trouves que ton dessin est déséquilibré, retourne-le. Les défauts te sauteront aux yeux!

La règle d'or est la suivante:

Règle d'or: commence par le décors puis dessine le personnage!

#### Le Test: Es-tu un vrai pin'somaniaque
Le test présenté aux pages 34 et 35 du magazine, et intitulé Test: Es-tu un vrai pin'somaniaque? proposait au lecteur de répondre à 20 questions pour vérifier sa connaissance des pin's. Il précédait le reportage figurant dans les pages suivantes. Le test se présentait de la manière suivante : Une phrase d'introduction ("Pin'somaniaque ou non? Les pin's tapissent ta chambre, cloutent ton cartable, alourdissant ton blouson, te prennent la tête et envahissent ta vie. Au secours! est-ce grave, docteur? Pour le savoir, jette un coup d’œil à ce test et pique-toi au jeu!") et les vingt questions.
1. Qu'est-ce qui différencie un pin's d'un badge?
  1. Sa taille.
  2. Sa forme.
  3. Son fermoir.
2. Ou atterrissent tes pin's?
  1. Sur tes vêtements.
  2. Sur un présentoir, dans ta chambre.
  3. Dans un tiroir fermé à clef.
3. Pour accrocher un pin's tu dois...
  1. L'épingler.
  2. Le piquer.
  3. Le pincer.
4. Qu'est-ce que le tack nail?
  1. L'autre nom du pin's.
  2. Un fermoir de sécurité pour pin's.
  3. Une danse issue du rap.
5. Quel est-ton pin's préféré?
  1. Le plus rare.
  2. Le plus beau.
  3. Le pin's que l'on t'a offert.
6. Ton dentiste sort son propre pin's...
  1. Ta peur de la "fraise" l'emporte sur ta passion.
  2. Stoïque, tu simules une rage de dents.
  3. Tu demandes à ta sœur de se sacrifier pour toi.
7. Laquelle de ces expressions se rattache aux pin's?
  1. L'épingle à nourrice.
  2. L'attache papillon.
  3. L'accroche boutonnière.
8. Un pin's en chocolat vient de sortir. Une rareté! Tu l'achètes et...
  1. Tu le manges, impossible de résister.
  2. Tu le conserves dans le réfrigérateur.
  3. Tu l'échanges contre un pin's classique.
9. Qu'est-ce qu'un passionné de pin's?
  1. Un pin'sophage.
  2. Un pin'sophile.
  3. Un pin'sophobe.
10. D'où viennent et de quand datent les premiers pin's en porcelaine?
  1. Kutani (Japon), 1988.
  2. Limoges (France), 1987.
  3. Il n'en existe pas!
11. Vous vous retrouvez avec un pin's sous votre semelle. Vous criez?
  1. Aïe!
  2. Chouette!
  3. Encore!
12. Qu'est-ce que le zamac?
  1. Zapper d'un pin's à l'autre.
  2. Un outil pour colorer les pin's.
  3. Un alliage de cuivre et zinc pour pin's.
13. Tu trouves un pin's dans la rue...?
  1. Tu cours après son propriétaire.
  2. Le pin's disparaît dans ta poche.
  3. Tu le portes... aux objets trouvés.
14. Qu'est-ce que la carré Marigny?
  1. Le musée du pin's.
  2. Un lieu d'échange pour collectionneurs de pin's.
  3. Le pin's le plus cher.
15. Le pin's où Mickey apparaît en explorateur a été fait pour...?
  1. Le 60e anniversaire de Mickey.
  2. Les détectives de l'histoire.
  3. Le numéro 2000 du Journal de Mickey.
16. Tu possèdes un pin's en double...
  1. Tu le gardes.
  2. Tu l'échanges.
  3. Tu l'offres.
17. Que veut dire "ébarber"?
  1. S'ennuyer en provençal.
  2. Retirer les bavures du pin's.
  3. Polir le dessus du pin's.
18. Qu'est-ce que le "piratage de pin's"?
  1. Intimider un copain pour qu'il te cède des pin's.
  2. Reproduire illégalement des pin's.
  3. Pin's représentant des pirates.
19. Tu te trouves, par hasard, au milieu d'une foire aux pin's...?
  1. Tu fais le fond de tes poches.
  2. Tu continues ton chemin.
  3. Tu regardes, pour te tenir au courant.
20. Que représente le pin's du Disney Club Vacances no 1?
  1. Super Baloo
  2. Tic et Tac, ou ...
  3. ...La Belle au bois dormant!

#### Les histoires du DCV n°4
Ce numéro contenait quatre histoires, centrées autour des personnages des séries Tic et Tac, les Rangers du risque et de La Bande à Picsou, diffusées à l'époque dans l'émission servant de source au magazine.
| Titre                         | Code        | Auteurs                                             | Personnage                                                                              |
| ----------------------------- | ----------- | --------------------------------------------------- | --------------------------------------------------------------------------------------- |
| Le chef d’œuvre de Waddington | D89095      | Paul Halas, Tom Anderson et José Maria Millet Lopez | Picsou, Géo Trouvetou, Riri, Fifi, Loulou, Flagada Jones, Gripsou, Arsène et Mamie Baba |
| La chasse aux perles          | S88188      | Tom Yakutis, Horacio Saavedra et Carlos Valenti     | Tic, Tac et Gadget                                                                      |
| Les joies du camping          | DCV4001.DOC | Ted Osborne, Floyd Gottfredson et Al Taliaferro     | Mickey, Minnie, Clarabelle, Horace et Pluto                                             |
| Le trafic canin               | S088231     | Tom Yakutis, Horacio Saavedra et Carlos Valenti     | Tic, Tac, Gadget, Jack, Catox, Swiffty                                                  |

### Disney Club Vacances n°5
Ce numéro fut publié en France le 15 avril 1992.
c'est-à-dire au début des vacances de Päques de l'année 1992. Le magazine était vendu dans trois pays (la France, la Belgique et la Suisse) avec les tarifs suivants :
- 25FF en France (soit 5,19€ en 2010)
- 7,50FS en Suisse,
- 180FB en Belgique.

#### L’Édito: Chic planète!
En page 3 du magazine se trouvait l'édito, et celui du Disney Club Vacances no 5, était également accompagnée sur la partie supérieure droite de la page du Sommaire du magazine.

| Objet | Texte |
| ----- | --- |
| Édito | « Chic planète! Quelqu'un (sans doute un grand voyageur) a dit un jour que le monde était bien petit; une façon comme une autre d'insinuer qu'on en a vite fait le tour. Eh bien, nous, on pense qu'il est bien vaste, bien plein, bien surprenant et que, même s'il n'est pas parfait, il reste tout de même le plus gros chouette cadeau-surprise que nous puissions nous offrir chaque matin en ouvrant l’œil. Tiens, par exemple profitant de ce que Picsou allait faire un tour au Japon, nous nous sommes demandés quelle pouvait être la différence entre un Samouraï et un Ninja. (La connais-tu, toi?) Nous avons aussi fait une grande tournée pour connaître les visages de ceux qui, tel Philippe, Julie et Nicolas en France, animent les divers Disney Club télé européens. (À propos, ça te plairait d'être animateur télé?) Et puis nous avons demandé au Flagada Louie, le barman favori de Baloo, de bien vouloir prendre la pose pour notre nouveau pin's. Avec Loui - pardon - avec lui, ça ne risque pas d'être triste! » — Dans le Disney Club Vacances n°5 du 15 avril 1992, page 3 |

#### Coup de projo: Samouraïs et Ninjas!
Le reportage était composé de deux parties :
1. Un poster du Château de la Belle au bois dormant encadré par quatre photos de Mickey l'apprenti sorcier
2. Le Reportage-illustré

Le reportage s'étalait sur deux pages (les pages 34 et 35 du Disney Club Vacances no 5) et s'intitulait Samouraïs et Ninjas! et s'intéressait à ces deux héros de l'Histoire. Le reportage était une construction de 2 images-textes permettait la présentation et la description des Samouraïs (page 34) et des Ninjas (page 35).

Le texte de l'introduction du reportage était le suivant:

« Vedettes de films et de BD, ils nous sont familiers sans que nous sachions vraiment les distinguer. Héros terribles de l'histoire du Japon, ils furent le plus souvent de farouches adversaires. Voici leur carte d'identité. »

— Dans le Disney Club Vacances n°5 du 15 avril 1992, pages 34-35

##### Le Samouraï
La fiche de présentation du Samouraï se trouvait page 34 et à sa gauche était accolée une illustration d'un samouraï présentant de la tête au pied les cinq éléments suivants :
1. Kabuto (casque)
2. Mempô (demi-masque)
3. Do (cuirasse)
4. Katana (sabre)
5. Wakizashi (sabre court)

Le texte de la fiche de présentation du Samouraï était le suivant:

« Le Samouraï

D'abord exclusivement utilisé pour désigner les guerriers nobles, le mot samouraï s'appliqua ensuite à l'ensemble de la classe des guerriers qui prit le pouvoir durant le XIe siècle et domina le Japon jusqu'en 1868. Cependant, pour le langage populaire, le samouraï était celui qui d'une manière générale, portait le sabre.

Le sabre était l'âme même du samouraï. Avant de l'acquérir, il le testait longuement. Il cherchait à savoir où, quand et comment l'arme avait été fabriquée et quel forgeron en était l'auteur.

Le samouraï obéissait à un code de l'honneur, le Bushido et il lui était théoriquement interdit de combattre en dehors des règles de ce code, obligation qui posait certains problèmes lorsqu'il devait affronter un... ninja.

Pour ne jamais se trouver pris au dépourvu, le samouraï ne dormait que d'un œil et prenait son thé de la main gauche, la droite demeurant libre pour tirer son sabre. L'armure du samouraï était constituée de pièces avant et arrière maintenues entre elles par des lanières. La cuirasse (DO) était constituée de fer et de lamelles de cuir non tanné, le tout imperméabilisé par huit couches de résine. »

— Dans le Disney Club Vacances n°5 du 15 avril 1992, page 34

##### Le Ninja
La fiche de présentation du Samouraï se trouvait page 35 et à sa droite était accolée une illustration d'un Ninja présentant de la tête au pied les quatre éléments suivants :
1. Ninja-To (sabre)
2. Shinobi-Shozoku(habit ninja)
3. Saya (fourreau)
4. Tabi (chausson)

Le texte de la fiche de présentation du Ninja était le suivant:

« Le Ninja

Ce fut principalement entre le XIIe et XIIIe siècles, au cours de l'ascension de la puissance des grands féodaux que les ninjas jouèrent un rôle important dans l'histoire du Japon. Vivant dans les montagnes, les ninjas ne combattirent d'abord que pour protéger leurs familles menacées par les guerriers venus de la plaine. Mais bientôt, ils se firent mercenaires, individuellement ou par communautés entières.

N'étant pas noble, le ninja n'avait pas le droit de porter les armes. Son activité de guerrier n'était régulée par aucun code d'honneur; seule l'efficacité comptait pour lui. Pour toutes ces raisons, le ninja ne pouvait être que l'ennemi mortel du rigide et sévère samouraï. Utilisé par les uns et les autres sans être reconnu comme un combattant régulier, le ninja était le prototype même de l'agent secret.

La tenue de combat du ninja était composée d'un habit de couleur foncée, serré aux poignets et aux chevilles, d'un capuchon-cagoule et de chaussons. Véritable ancêtre de James Bond, le ninja emportait un choix de "gadgets" redoutables répartis dans ses poches ou attachés par des sangles. Le sabre, plus court que celui du samouraï, était porté sur le dos, comme un carquois de flèches. »

— Dans le Disney Club Vacances n°5 du 15 avril 1992, page 35

#### Histoires du DCV n°5
Ce numéro contenait trois histoires, centrées autour des personnages des séries Tic et Tac, les Rangers du risque et de La Bande à Picsou, diffusées à l'époque dans l'émission servant de source au magazine.
| Titre                     | Code       | Auteurs | Personnage                                               |
| ------------------------- | ---------- | --- | -------------------------------------------------------- |
| L'apprenti sorcier        | KM000291.A | Marv Wolfman, Stephen DeStefano et Gary Martin                                                                            | Mickey et le Sorcier                                     |
| Le cercle du samouraï     | D90037     | Philippe Le Bars, Dave Angus et Xavier Vives Mateu                                                                        | Picsou, Riri, Fifi, Loulou et Flagada Jonews             |
| Sale temps pour les héros | KC2590     | Mary Bierbaum, Scott Saavedra, Tom Bierbaum, Horacio Saavedra, Carlos Valenti, Raul Barbéro, Robert Bat et Rubén Torreiro | Tic, Tac, Gadget, Ruzor, Jack, Docteur Nimnul et Norbert |

### Disney Club Vacances n°6
Ce numéro fut publié en France le 22 juillet 1992.
| Titre                                  | Code       | Auteurs                                                                           | Personnage |
| -------------------------------------- | ---------- | --------------------------------------------------------------------------------- | --- |
| Super Baloo contre les pirates du ciel | KZ4290     | Bob Langhans, Horacio Saavedra, Oscar F. Saavedra, Raul Barbéro et Rubén Torreiro | Baloo, Kitt, Don Carnage, Truffe et Nazo |
| Capitaine crochet chasse le trésor     | DCV601.DOC | Del Connell et Dick Moores                                                        | Mary Darling, Bec-Jaune, Capitaine Crochet, Georges Darling, Jean Darling, La fée clochette, Michel Darling, Mouche, Peter Pan et Wendy Darling |
| Cauchemar pour les rangers             | KZ2690     |                                                                                   | Catox, Gadget, Jack le Costaud, Tac, Tic |

### Disney Club Vacances n°7
Ce numéro fut publié en France le 21 octobre 1992.
| Titre                        | Code    | Auteurs | Personnage                                                                                     |
| ---------------------------- | ------- | --- | ---------------------------------------------------------------------------------------------- |
| Drôle de salade              | KJZ047b | Doug Murray, Cosme Quartieri, Wanda Gattino et Rubén Torreiro                                                                           | Albert Colvert, Cuicui, Flagada Jones, Mystermask, Poussinette Canardstein et Raidi Moudugenou |
| Opération fromage            | KC1091  | Mary Bierbaum, Scott Saavedra, Tom Bierbaum, Horacio Saavedra, Carlos Paura, Carlos Valenti, Raul Barbéro, Robert Bat et Rubén Torreiro | Gadget, Jack le Costaud, Tac, Tic, Ruzor et Rackam Hambert                                     |
| Les p'tites bêtes qui volent | KZ2690  | Cherie Wilkerson, Cosme Quartieri et Carlos Valenti                                                                                     | Baloo, Kit, Rebecca, Turbo, Docteur Bade et Lagâchette                                         |

### Disney Club Vacances n°8
Ce numéro fut publié en France le 16 décembre 1992.
| Titre                 | Code   | Auteurs                                                                      | Personnage                                                            |
| --------------------- | ------ | ---------------------------------------------------------------------------- | --------------------------------------------------------------------- |
| L'apprenti pilote     | KZ5490 | Bobbi J.G. Weiss, Oscar F. Saavedra et Raul Barbéro                          | Baloo, Kit, Rebecca, Molly, Turbo, Loopy, Don Carnage, Truffe et Nazo |
| Vol lunaire           | KJZ026 | DJohn Blair Moore, Wanda Gattino, Carlos Paura, Robert Bat et Rubén Torreiro | Flagada Jones, Oncle Picsou, Riri Fifi et Loulou                      |
| Le bout du monde      | KJZ078 | John Blair Moore                                                             | Albert Colvert, Flagada Jones, Mystermask et Poussinette Canardstein  |
| Acrobaties aériennes! | KZ4790 | Bobbi J.G. Weiss, Carlos Valenti et Oscar F. Saavedra                        | Gadget, Jack le Costaud, Ruzor, Tac et Tic                            |

### Disney Club Vacances n°9
Ce numéro fut publié en France le 10 février 1993.
| Titre                        | Code   | Auteurs                                                                 | Personnage                                                                               |
| ---------------------------- | ------ | ----------------------------------------------------------------------- | ---------------------------------------------------------------------------------------- |
| Mystermask contre Liquidator | KJZ036 | Brian Swenlin, Kevin Campbell, Chris Allan et Steve Steere              | Albert Colvert, Cuicui, Flagada Jones, Liquidator, Mystermask et Poussinette Canardstein |
| L'invention diabolique       | KZ7590 | Lynn Barker, Carlos Valenti, Raul Barbéro, Robert Bat et Rubén Torreiro | Catox, Gadget, Jack le Costaud, Ruzor, Tac, Tic, Mole, Wart, Snout et Mepps              |
| Le rayon réducteur           | KZ0790 | Bobbi J.G. Weiss et Giorgio Cavazzano                                   | Arsène, Filament, Géo Trouvetou, Les Rapetou, Oncle Picsou, Riri, Fifi et Loulou         |
| La voiture de l'an 3000      | D89135 | John Foley, Jack Sutter et Maria José Sánchez Núñez                     | Arsène, Géo Trouvetou, Oncle Picsou, Riri Fifi et Loulou                                 |

### Disney Club Vacances n°10
Ce numéro fut publié en France le 7 avril 1993.
| Titre                            | Code   | Auteurs                                                            | Personnage                                                                          |
| -------------------------------- | ------ | ------------------------------------------------------------------ | ----------------------------------------------------------------------------------- |
| La malédiction de la pâte à pain | KZ5190 | Janet Gilbert et Roberto Santillo                                  | Géo Trouvetou, Grand Mogol, Les Castors Juniors, Oncle Picsou, Riri, Fifi et Loulou |
| Les docks de l'angoisse          | KZ3090 | Bobbi J.G. Weiss, Romano Scarpa et Lucio Michieli                  | Philéas, Willy, Gadget, Jack le Costaud, Ruzor, Tac, Tic, Thor et Ratif             |
| Dans l'œil du cyclope            | D88274 | Lars Enoksen, Unn Printz-Påhlson et José Maria Millet Lopez        | Flagada Jones, Géo Trouvetou, Oncle Picsou, Riri, Fifi et Loulou                    |
| L'ultime vol du Pillard          | KZ6090 | Bobbi J.G. Weiss, Cosme Quartieri, Jorge Sanchez et Rubén Torreiro | Baloo, Kit, Turbo, Colonel Phacochère, Sergent Porchon, Don Carnage, Truffe et Nazo |

### Disney Club Vacances n°11
Ce numéro fut publié en France le 21 juillet 1993,
c'est-à-dire au milieu des vacances d’Été de l'année 1993. Le magazine était vendu dans trois pays (la France, la Belgique et la Suisse) avec les tarifs suivants :
- 25FF en France (soit 5,19€ en 2010)
- 7,50FS en Suisse,
- 180FB en Belgique.

#### Test: Connais-tu bien la planète Océan?
Le test présenté aux pages 52 et 53 du magazine, et intitulé Test : Connais-tu bien la planète Océan ? proposait au lecteur de répondre à 12 questions pour vérifier sa connaissance de l'univers des océans.  Le test se présentait de la manière suivante : Une phrase d'introduction ("Ces douze questions vont te permettre de t'en faire une idée. Enfile ton scaphandre, vérifie tes bouteilles d'air comprimé... paré à plonger... Un... deux... trois... immersion!") et les douze questions.
1. Tu associe la mer:
  1. Au mal du même nom.
  2. Aux vacances d'été.
  3. À une profession que tu aimerais exercer.
2. Argus est le nom:
  1. D'une publication fixant le prix des voitures, bateaux ou autres objets d'occasions.
  2. D'un géant aux yeux multiples qui construisit le bateau des Argonautes.
  3. Du chef des Argonautes en question partis à la recherche de la toison d'or.
3. Qu'appelle-t-on une torpille?
  1. Une lampe étanche indispensable pour la plongée.
  2. Un poisson qui produit des décharges électriques.
  3. Un engin sous-marin chargé d'explosif.
4. La pollution marine est due essentiellement:
  1. Aux bateaux et aux exploitations "Off-shore" (plates-formes pétrolières).
  2. Aux algues.
  3. Aux déchets industriels, chimiques, rejets d'égouts, etc. produits sur le continent.
5. Les denticules sont:
  1. Des ornements, en architecture.
  2. Des écailles qui recouvrent la peau des requins et des raies.
  3. Les plus petites dents des requins.
6. Beaufort désigne :
  1. Un fromage suisse.
  2. Un des premiers océanographes français.
  3. Une échelle.
7. Lequel de ces trois livres choisirais-tu?
  1. 20 000 Lieues sous les mers?
  2. Premier de cordée.
  3. L’Iliade et l'Odyssée.
8. Qu'est-ce que « Challenger » ?
  1. Le nom donné à des navettes spatiales américaines.
  2. Un bateau de recherches océanographiques ayant effectué trois cents missions entre 1872 et 1876.
  3. Un défi, en anglais.
9. Tu nages, ta montre se détache et coule au fond de la piscine...
  1. Ça ne risque pas de t'arriver, tu ne vas jamais... à la piscine.
  2. Tu plonges pour la récupérer.
  3. Tu demandes de l'aide, tu sais nager mais pas sous l'eau!
10. Les fanons désignent :
  1. Les lamelles qui servent à filtrer le plancton, chez les baleines.
  2. La peau du cou qui pend, chez les dindons.
  3. Les pavillons que l'on hisse sur les bateaux.
11. Une dépression est :
  1. Le mauvais état de santé d'un système économique.
  2. La hausse de pression atmosphérique, appelée aussi anticyclone.
  3. La baisse de cette même pression atmosphérique.
12. Pour toi, le bleu est:
  1. Marine.
  2. Azur.
  3. Changeant, virant au violet, comme ceux que tu reçois à la récré.

#### Les histoires du DCV n°11
| Titre                        | Code   | Auteurs                                            | Personnage                                                      |
| ---------------------------- | ------ | -------------------------------------------------- | --------------------------------------------------------------- |
| Une pieuvre pour la soif     | D89239 | Paul Halas, Jack Sutter et José Maria Millet Lopez | Oncle Picsou, Riri, Fifi, Loulou, Donald Duck, Flagada Jones    |
| Raz de marée sur Cap Suzette | KJZ009 | Bob Langhans et Andrea Freccero                    | Baloo, Louie, Kit, Turbo, Don Carnage, Truffe et Nazo           |
| Course contre " La flèche"   | KJZ064 | Doug Murray, Chris Allan et Steve Steere           | Cuicui, Flagada Jones, Mystermask et Poussinette Canardstein    |
| L'ile aux perles             | KZ3990 | BBob Langhans et Giuseppe Dalla Santa              | Oncle Picsou, Riri, Fifi, Loulou, Les Rapetous et Flagada Jones |

### Disney Club Vacances n°12
Ce numéro fut publié en France le 20 octobre 1993.
| Titre                        | Code    | Auteurs                                                        | Personnage                                                                |
| ---------------------------- | ------- | -------------------------------------------------------------- | ------------------------------------------------------------------------- |
| Hypno-Dingo                  | KJZ096  | Bobbi J.G. Weiss, David Cody Weiss, John Costanza et Dave Hunt | Pat Hibulaire, Peg, Pistol, Pat Junior, Max, Dingo, Fripouille et Gamelle |
| Mystermask contre Carré d'as | KJZ063  | Jim Bricker, Tom Bancroft et Dave Hunt                         | Flagada Jones et Mystermask                                               |
| L'heureuse gagnante          | KZ1490a | Cherie Wilkerson et Alberto Lavoradori                         | Baloo, Kit, Rebecca et Turbo                                              |
| Si tu es chauve, souris!     | D89166  | Paul Halas, Jack Sutter et José Miguel Tortajada Aguilar       | Oncle Picsou, Riri, Fifi, Loulou, Donald Duck, Flagada Jones              |
| La reine du karaté           | KZ3290  | Cosme Quartieri et Carlos Valenti                              | Baloo, Kit, Rebecca et Turbo                                              |

### Disney Club Vacances n°13
Ce numéro fut publié en France le 15 décembre 1993.
| Titre                        | Code    | Auteurs                                                                             | Personnage |
| ---------------------------- | ------- | ----------------------------------------------------------------------------------- | --- |
| Le robot disjoncté           | KJZ065  | Brian Swenlin, Kevin Campbell, Cosme Quartieri, Wanda Gattino et Rubén Torreiro     | Dr. Sara Bellum, F.O.W.L., J. Gander Hooter, Albert Colvert, Flagada Jones, Mystermask et Poussinette Canardstein |
| La poursuite pitoyable       | KJZ099  | Bobbi J.G. Weiss, Jorge Sanchez et Rubén Torreiro                                   | Max, Dingo et Gamelle                                                                                             |
| Bon Anniversaire Don Carnage | KJB009  | Bobbi J.G. Weiss, Horacio Saavedra, Oscar F. Saavedra, Robert Bat et Rubén Torreiro | Baloo, Kit, Rebecca, Turbo, Don Carnage, Truffe et Nazo                                                           |
| Sujet libre                  | KJZ113a | Janet Gilbert, Jorge Sanchez et Rubén Torreiro                                      | Max et Pat Junior                                                                                                 |
| Robotic, la relève!          | KJZ025  | Doug Murray, Cosme Quartieri, Wanda Gattino et Robert Bat                           | Flagada Jones, Les Rapetou, Oncle Picsou et Robotic                                                               |
| Gaffe danse                  | KJZ 114 | Janet Gilbert, Jorge Sanchez et Rubén Torreiro                                      | Max et Pat Junior                                                                                                 |

### Disney Club Vacances n°14
Ce numéro fut publié en France le 8 avril 1994.
| Titre                       | Code    | Auteurs                                             | Personnage |
| --------------------------- | ------- | --------------------------------------------------- | --- |
| Recherche minou déspérément | KJZ 054 | Doug Gray, David Schwartz et Steve Steere           | J. Gander Hooter, Tuskerninni, Bec d'acier, Flagada Jones, Liquidator, Mégavolt, Mystermask, Peluche, Poker-Naze et Raidi Moudugenou |
| Un chien nommé fortune      | D91092  | Gail Renard, Jack Sutter et Marçal Abella Bresco    | Flagada Jones, Oncle Picsou, Riri, Fifi et Loulou                                                                                    |
| De l'art ou du cochon       | KJZ047a | Bobbi J.G. Weiss, David Cody Weiss et John Costanza | Pistol, Dingo, Max, Pat Hibulaire, Peggy et Pat Junior                                                                               |
| Vaudou Baloo                | KZ 4890 | Bobbi J.G. Weiss, Jorge Sanchez et Robert Bat       | Truffe, Nazo, Baloo, Don Carnage, Kit, Rebecca, Turbo                                                                                |

### Disney Club Vacances n°15
Ce numéro fut publié en France en juillet 1994.
| Titre                   | Code    | Auteurs                                                                             | Personnage                                                   |
| ----------------------- | ------- | ----------------------------------------------------------------------------------- | ------------------------------------------------------------ |
| Vidéo-pirates           | KJZ079  | Janet Gilbert, Chris Allan et Dave Hunt                                             | Cuicui, Flagada Jones, Mystermask et Poussinette Canardstein |
| Les enfants terribles   | KJB011  | Bobbi J.G. Weiss, Horacio Saavedra, Oscar F. Saavedra, Robert Bat et Rubén Torreiro | Baloo, Kit, Molly, Rebecca et Turbo                          |
| Catox candidat          | KJZ041a | Bob Langhans et Alberto Lavoradori                                                  | Catox, Gadget, Jack le Costaud, Tac et Tic                   |
| L'amoureux de Mamy Baba | KZ3190  | Janet Gilbert, Giorgio Cavazzano et Sandro Zemolin                                  | Les Rapetou, Mammy Baba, Oncle Picsou, Riri, Fifi et Loulou  |

### Disney Club Vacances n°16
Ce numéro fut publié en France le 14 décembre 1994 c'est-à-dire au début des vacances d’Hiver de l'année 1994. Le magazine était vendu en France à 25FF en France (soit 4,90€ en 2010).

#### Le Test
Le test présenté à la page 55 du magazine, et intitulé Es-tu une lumière du cinéma? proposait au lecteur de répondre à 10 questions pour vérifier ses connaissances sur le cinéma. Le test se présentait de la manière suivante : Une phrase d'introduction ("Es-tu une lumière dans le domaine du cinéma, ou bien pour toi est-ce la salle obscure? Note tes réponses et va la page 56 pour les commentaires.") et les dix questions.
1. Le 13 février 1995 on fêtera...
  1. Les 100 ans du cinéma?
  2. Les 50 ans du cinéma?
  3. Les 200 ans du cinéma?
2. Dans quel film Michel Boujenah joue-t-il un dessinateur de BD?
  1. Lévi et Goliath?
  2. Le nombril du monde?
  3. Trois hommes et un couffin?
3. Qui a inventé le cinématographe?
  1. Les frères Lumière ?
  2. Les frères Jacques ?
  3. Edison ?
4. Le film Manon des sources est tiré d'un roman de...
  1. Honoré de Balzac?
  2. Émile Zola?
  3. Marcel Pagnol ?
5. Le cinémascope est un procédé...
  1. Français?
  2. Belge?
  3. Américain?
6. Quel est le nom du babouin dans le "Le roi Lion"?
  1. Scar?
  2. Simba?
  3. Rafiki?
7. Qu'est-ce qu'un péplum?
  1. Un film sur l'antiquité?
  2. Un western italien?
  3. Un petit projecteur?
8. E.T. l'extra-terrestre est un film de...
  1. Stanley Kubrick??
  2. George Lucas?
  3. Steven Spielberg?
9. La première projection d'un film eut lieu...
  1. À Paris?
  2. À New York?
  3. À Madrid?
10. "Vingt Mille lieues sous les mers" fut produit par...
  1. Jules Verne?
  2. Le commandant Cousteau?
  3. Walt Disney?

#### Les histoires
Ce numéro contenait huit histoires, centrées dans l'ordre autour des personnages des séries Bonkers, Tic et Tac, les rangers du risque, Myster Mask, Super Baloo et La Bande à Picsou diffusées à l'époque dans l'émission servant de source au magazine. 
| Titre                         | Code   | Auteurs                                                                        | Personnage                                                     |
| ----------------------------- | ------ | ------------------------------------------------------------------------------ | -------------------------------------------------------------- |
| Le voleur d'ombres            | KJZ158 | Bobbi J.G. Weiss, David Cody Weiss, José Massaroli, Raul Barbéro et Robert Bat | Bonkers et le Sergent Cornichon                                |
| Avis d'expulsion              | KZ5890 | Lynn Barker et Valerio Held                                                    | Mepps, Mole, Catox, Gadget, Jack le Costaud, Ruzor, Tac et Tic |
| Sac d'embrouilles             | KJZ101 | Doug Gray, Cosme Quartieri, Robert Bat et Rubén Torreiro                       | Flagada Jones et Mystermask                                    |
| La reine du shopping          | D92022 | Bo Torstensen et José Ismael Escandell Mengual                                 | Mickey Mouse et Minnie                                         |
| Dans l'antre du dragon        | KJZ091 | Eddie Torr, Cosme Quartieri et Robert Bat                                      | Baloo, Kit et le Colonel Phacochère                            |
| L'oie à col bleu de sibèrie   | D89179 | Neville Jason, Tom Anderson et José Maria Millet Lopez                         | Donald Duck, Flagada Jones, Oncle Picsou, Riri, Fifi et Loulou |
| Bon appétit !                 | H89114 | Jan Kruse et Mark de Jonge                                                     | Oncle Picsou                                                   |
| Parfums de repas conditionnés | D91258 | Bo Torstensen et Juan Torres Perez                                             | Oncle Picsou                                                   |

### Disney Club Vacances n°17
Ce numéro fut publié en France le 15 février 1995, c'est-à-dire au début des vacances de février de l'année 1995. Le magazine était vendu en France à 25FF en France (soit 4,80€ en 2010).

#### Le test
Le test présenté aux pages 54 et 55 du magazine, et intitulé Es-tu joueur? proposait au lecteur de répondre à 14 questions pour vérifier s'il est bon joueur. Le test se présentait de la manière suivante : Une phrase d'introduction ("Voici l'occasion de tester tes connaissances dans le domaine des jeux. Pour cela réponds aux 14 questions qui suivent.") et les quatorze questions.
1. Le plateau d'un jeu de dames comporte combien de cases?
  1. 64.
  2. 300.
  3. 100.
2. "Atout, couper, annonce" sont des termes de...
  1. Monopoly.
  2. Petits chevaux.
  3. Jeux de cartes.
3. Dans quel jeu "on pointe ou on tire"?
  1. Le puzzle.
  2. La pétanque.
  3. Les tarots.
4. Le mikado est un jeu...
  1. De cubes.
  2. De quilles.
  3. De bâtonnets.
5. De ces trois termes, lequel n'appartient pas au football?
  1. Déloger.
  2. Coup franc.
  3. Feinter.
6. Quel jeu peut se pratiquer sur gazon ou sur glace?
  1. Le water-polo.
  2. Le hockey.
  3. Le hand-ball.
7. Un cruciverbiste est un amateur de...
  1. Bridge.
  2. Scrabble.
  3. Mots croisés.
8. Combien y a-t-il de joueurs dans une équipe de basket?
  1. Cinq.
  2. Sept.
  3. Douze.
9. Dans quel jeu un roi peut-il être: pat ou mat?
  1. La belote.
  2. Le nain jaune.
  3. Les échecs.
10. Le tour de France a lieu...
  1. Tous les neuf mois.
  2. Tous les ans.
  3. Tous les quatre ans.
11. Aux dominos, il n'y a pas de...
  1. Double six.
  2. Double quatre.
  3. Double huit.
12. Le jeu de l'oie se joue avec...
  1. Trois dés.
  2. Un dés.
  3. Deux dés.
13. Qu'appelle-t-on: le jeu à treize?
  1. La roulette.
  2. Le Rugby à treize.
  3. Le décathlon.
14. Comment joues-tu au volley-ball?
  1. À la main.
  2. Au pied.
  3. Avec une raquette.

#### Les histoires
| Titre                       | Code    | Auteurs                                                                        | Personnage                                                                              |
| --------------------------- | ------- | ------------------------------------------------------------------------------ | --------------------------------------------------------------------------------------- |
| La belle inconnue           | KJZ016  | Jim Bricker et Oscar F. Saavedra                                               | Baloo et Kit                                                                            |
| Le gang des rats noirs      | KJZ038b | Lynn Barker, José Massaroli et Raul Barbéro, Rubén Torreiro                    | Gadget, Jack le Costaud, Tac et Tic                                                     |
| De l'électricité dans l'air | KJZ081  | Bobbi J.G. Weiss, Cosme Quartieri, Wanda Gattino, Robert Bat et Rubén Torreiro | F.O.W.L., J. Gander Hooter, Bec d'acier, Flagada Jones, Mégavolt, Mystermask et Robotic |
| Voyage en Saintchourie      | D92026  | Paul Halas, Jack Sutter et José Maria Millet Lopez                             | Flagada Jones, Oncle Picsou, Riri, Fifi, Loulou et Zaza                                 |
| On a kidnappé Tac !         | KZ2990  | Chris Weber, Karen Willson et Alberto Lavoradori                               | Catox, Gadget, Jack le Costaud, Ruzor, Tac et Tic                                       |

### Disney Club Vacances n°18
Ce numéro fut publié en France le 19 avril 1995, c'est-à-dire au début des vacances de Pâques de l'année 1995. Le magazine était vendu en France à 25FF en France (soit 4,80€ en 2010).

#### Le test
Le test présenté aux pages 54 et 55 du magazine, et intitulé Que sais-tu du dessin animé "Aladdin"? proposait au lecteur de répondre à 15 questions pour vérifier leur connaissance du dessin animé. Le test se présentait de la manière suivante : Une phrase d'introduction ("Voici 15 questions pour tester tes connaissances sur le dessin animé : Aladdin.") et les quinze questions.
1. Où se déroulent les aventures d'Aladdin?
  1. Au royaume d'Abracadabra.
  2. Au royaume de verre.
  3. Au royaume d'Agrabah.
2. L'histoire est librement inspiré...
  1. Des fables de Lafontaine.
  2. Des contes à dormir debout.
  3. Des Mille et une nuits.
3. Qui est Aladdin?
  1. Un marchand d'huile d'olive.
  2. Un enfant des rues.
  3. Un prince inconnu.
4. Au palais, Jasmine a pour seul ami...
  1. Un tigre.
  2. Un caniche.
  3. Un serpent.
5. Où le génie demeure-t-il?
  1. Dans une mine d'or.
  2. Dans un tonneau.
  3. Dans une lampe de cuivre.
6. De qui s'est-on inspiré pour dessiner Aladdin?
  1. Daniel Gélin.
  2. Tom Cruise.
  3. Eddie Murphy.
7. Quel animal est sur l'épaule du Grand Vizir?
  1. Un corbeau.
  2. Un perroquet.
  3. Un rat blanc.
8. Pour s'emparer de la lampe magique, qui faut-il être?
  1. Un diamant d'innocence.
  2. Un jeune voleur.
  3. L'ami de Jasmine.
9. La tunique du Grand Vizir est de couleur:
  1. Blanche et or.
  2. Noire et bleue.
  3. Rouge et noire.
10. Comment se nomme le singe d'Aladdin?
  1. Bozz.
  2. Abu.
  3. Kourou.
11. Que dit le génie en sortant de sa lampe?
  1. Quand est-ce qu'on mange?
  2. Nom d'une lampe à souder, qui me réveille?
  3. La vie est un restaurant, je suis ton maître d’hôtel!
12. Quel est le nom du Grand Vizir?
  1. Jafar.
  2. Iznogoud.
  3. Albuzar.
13. Pour quelle Jasmine aime-t-elle Aladdin?
  1. Pour son arrogance.
  2. Pour ce qu'il est vraiment.
  3. Pour son argent.
14. Où Aladdin découvre-t-il la lampe magique?
  1. Dans le palais du Sultan.
  2. Dans une caverne.
  3. Entre les pattes d'un dragon.
15. Qui est le père de Jasmine?
  1. Le Grand Vizir.
  2. Le génie.
  3. Le sultan.

#### Les histoires
| Titre                        | Code    | Auteurs                                        | Personnage                                                                                  |
| ---------------------------- | ------- | ---------------------------------------------- | ------------------------------------------------------------------------------------------- |
| Les trois épreuves d'Aladdin | MALA1-A | Lee Nordling, David Riguard et Jeff Albrecht   | Iago, Tapis Volant, Abu, Aladdin, Génie, Le Sultan, Princesse Jasmine et Razoul             |
| Déjeuner à deux              | KZ4090  | Jim Bricker, Jorge Sanchez et Carlos Valenti   | Baloo, Kit, Molly, Rebecca et Turbo                                                         |
| Félonie en sous-sol          | KZ2790  | Chris Weber, Karen Willson et Rubén Torreiro   | Catox, Gadget, Jack le Costaud, Ruzor, Tac et Tic                                           |
| Héros pour un jour           | KJZ085  | Doug Gray et John Blair Moore                  | Albert Colvert, Cuicui, Flagada Jones, Mystermask et Poussinette Canardstein                |
| Le charbon bleu              | D89255  | Paul Halas, Tom Anderson et Xavier Vives Mateu | Arsène, Donald Duck, Flagada Jones, Gripsou, Mammy Baba, Oncle Picsou, Riri, Fifi et Loulou |

### Disney Club Vacances n°19
Ce numéro fut publié en France en juillet 1995, c'est-à-dire au milieu des vacances d’Été de l'année 1995. Le magazine était vendu en France à 25FF en France (soit 4,80€ en 2010).
| Titre                     | Code    | Auteurs                                                      | Personnage                                                       |
| ------------------------- | ------- | ------------------------------------------------------------ | ---------------------------------------------------------------- |
| La malédiction du pharaon | MALA2-A | Dan Slott, David Riguard, Eduardo Campadres et Jeff Albrecht | Abu, Aladdin, Génie, Jafar et la Princesse Jasmine               |
| L'élixir impérial         | D89067  | Paul Halas, Jack Sutter et Xavier Vives Mateu                | Flagada Jones, Gripsou, Oncle Picsou, Riri, Fifi et Loulou, Zaza |
| La chasse à la sirène     | KJF013  | Peter David, Bill Fugate et Dave Hunt                        | La petite Sirène et Sébastien                                    |
| Le minet en fer blanc     | KJZ069  | Doug Gray, David Schwartz et Steve Steere                    | F.O.W.L., J. Gander Hooter, Flagada Jones, Mystermask et Peluche |

### Disney Club Vacances n°20
Ce numéro fut publié en France le 20 décembre 1995, c'est-à-dire durant les vacances d'Hiver de l'année 1995. Le magazine était vendu en France à 25FF en France (soit 4,80€ en 2010).
| Titre                            | Code     | Auteurs                                                           | Personnage |
| -------------------------------- | -------- | ----------------------------------------------------------------- | --- |
| Les deux mousquetaires           | KZ5590   | Janet Gilbert et Giuseppe Dalla Santa                             | Oncle Picsou, Riri, Fifi et Loulou                                                                                    |
| Comme chien et chat              | KJZ173   | ...                                                               | Dingo, Max et Pat Junior                                                                                              |
| Kopieren                         | H89116   | Jan Kruse etMark de Jonge                                         | Oncle Picsou |
| L'épée magique                   | MALA3-A  | Lee Nordling, David Riguard et Jeff Albrecht                      | Iago, Abu, Aladdin, Génie, Le Sultan et la Princesse Jasmine                                                          |
| ...                              | FPM95105 | gégé, Bélom et Maximino Tortajada Aguilar                         | Flagada Jones, Lagrogne et Oncle Picsou                                                                               |
| Cette fille est un danger public | KZ5990   | Bob Langhans, Oscar F. Saavedra, Carlos Valenti et Rubén Torreiro | Truffe, Nazo, Baloo, Don Carnage, Kit et Molly                                                                        |
| Gare au minou!                   | KJZ095   | Doug Gray, David Schwartz, Dave Hunt et Steve Steere              | Albert Colvert, Flagada Jones, Liquidator, Mégavolt, Mystermask, Peluche, Poussinette Canardstein et Raidi Moudugenou |
| Fortune de poche!                | H87173   | Evert Geradts et Don Rosa                                         | Gontran Bonheur et Oncle Picsou                                                                                       |